# Pauline Black
Belinda Magnus (Romford, 23 de octubre de 1953), más conocida como Pauline Black, es una cantante y actriz británica.

## Carrera
En una carrera musical que abarca más de 30 años, saltó a la fama a finales de la década de 1970 como cantante principal de la banda de 2 Tone The Selecter, que lanzó cuatro sencillos que ingresaron a las listas Top 40 en el Reino Unido durante las décadas de 1970 y 1980, incluyendo "On My Radio", "Three Minute Hero", "Missing Words" y "The Whisper". La revista Rolling Stone publicó un artículo sobre Black, en el que afirmaba: «Sin lugar a dudas, Pauline Black poseía la mejor voz que alguna vez apareciera en un lanzamiento de 2 Tone. Bendecida con una soprano hechizante y un estilo dramático, la voz de Black alcanzaba altibajos que hacían que cada detalle musical sonara como parte de un fondo pintado solo para preparar el escenario para su entrada».
También se ha desempeñado como actriz, con papeles en películas y televisión. Después de la separación de The Selecter, presentó junto a Bob Carolgees el programa infantil de televisión Hold Tight. Desarrolló una carrera como actriz en televisión y teatro, apareciendo en dramas como The Vice, The Bill, Hearts and Minds y Two Thousand Acres of Sky. En 1991 ganó el premio de la revista Time Out a mejor actriz por su interpretación de Billie Holiday en la obra All or Nothing at All. Protagonizó junto con Christopher Lee la película de terror Funny Man. En 2010 apareció en un episodio de la serie de televisión Never Mind the Buzzcocks, presentada por Robert Webb.